# Loboscelidia convexa
Loboscelidia convexa (лат. ) — вид ос-блестянок рода Loboscelidia из подсемейства Loboscelidiinae (Chrysididae). Юго-Восточная Азия: Вьетнам (провинция Баккан, национальный парк Бабе; 22°24′42.24′′ N, 105°37′42.55′′ E).

## Описание
Мелкие осы-блестянки (длина около 4 мм). Тело красное; ноги и усики красновато-коричневые; фланцы ног желтовато-коричневые; лентовидные волоски беловато-желтые. От близких видов отличается следующими признаками: нижняя часть щеки с клиновидными волосками; пронотум и ноги с чешуевидными волосками; глаз без прямых волосков; передние и средние лапки с развитым фланцем. Усики прикрепляются горизонтально на носовом фронтальном выступе. Голова сзади переходит в шееподобный выступ, покрытый щетинками. Тегулы очень крупные, покрывают основания крыльев. В передних крыльях отсутствуют стигма, костальная и субкостальная жилки. Предположительно, как и другие виды своего рода, паразитоиды, в качестве хозяев используют яйца палочников (Phasmatodea). Вид был впервые описан в 2023 году японскими гименоптерологами Yu Hisasue и Toshiharu Mita (Entomological Laboratory, Университет Кюсю, Фукуока, Япония) и вьетнамским энтомологом Thai-Hong Pham (Mientrung Institute for Scientific Research, Вьетнамская академия наук и технологий (VAST), Хюэ, Вьетнам).